# Xã Columbia, Quận Eddy, Bắc Dakota
Xã Columbia (tiếng Anh: Columbia Township) là một xã thuộc quận Eddy, tiểu bang Bắc Dakota, Hoa Kỳ. Năm 2010, dân số của xã này là 34 người.